# Camillina merida
Camillina merida är en spindelart som beskrevs av Norman I. Platnick och Mohammad U. Shadab 1982. Camillina merida ingår i släktet Camillina och familjen plattbuksspindlar.
Artens utbredningsområde är Venezuela. Inga underarter finns listade.